# Пољска на Европском првенству у атлетици у дворани 1972.
Пољска је учествовала на 3. Европском првенству у атлетици у дворани 1972. одржаном у Греноблу, Француска, 11. и 12. марта. У свом трећем учешћу на европским првенствима у дворани репрезентацију Пољске представљало је 23 спортисте (28 м и 5 ж) који су се такмичили у 11  дисциплина (6 мушких и 3 женске).
Са 5 освојених медаља (1 златна, 2 сребрне и 2 бронзане) Пољска је у укупном пласману заузела 5. место од 14 земаља које су на овом првенству освојиле медаље, односно 23 земље учеснице.
У табели успешности (према броју и пласману такмичара који су учествовали у финалним такмичењима (првих 8 такмичара)) Пољска је са 12 учесника у финалу заузела 5. место са 55 бодова,  од 23 земље које су имале представнике у финалу, односно све учеснице су имале представнике у финалу.
| Плас. | Земља  | 1. место | 2. место | 3. место | 4. место | 5. место | 6. место | 7. место | 8. место | Бр. финал. - Бод. |
| ----- | ------ | -------- | -------- | -------- | -------- | -------- | -------- | -------- | -------- | ----------------- |
| 5.    | Пољска | 1 − 8    | 2 − 14   | 2 - 12   | 1 - 5    | 1 − 4    | 3 - 9    | −        | 1 − 1    | 11 − 53           |

## Учесници
| Бр. | Дисциплина   | Мушкарци                                                    | Жене                                          | Укупно |
| --- | ------------ | ----------------------------------------------------------- | --------------------------------------------- | ------ |
| 1.  | 50 м         |                                                             | Ирена Шевињска                                | 1      |
| 2.  | 1.500 м      | Јан Прасек                                                  |                                               | 1      |
| 3.  | 50 м препоне | Мирослав Водзински Марек Јозвик Лешек Водзинки              | Тереза Сукњевич Тереза Новакнска Тереза Новак | 6      |
| 4.  | 4 х 2 круга  | Јан Вернер Валдемар Коруцки, Анджеј Баденски Јан Балаховски |                                               | 4      |

| Бр. | Дисциплина   | Мушкарци                                                              | Жене             | Укупно |
| --- | ------------ | --------------------------------------------------------------------- | ---------------- | ------ |
| 5.  | 4 х 4 круга  | Зенон Шордиковски Кжиштоф Линковски Станислав Васкјeвич Анджеј Купчик |                  | 4      |
| 6.  | Скок мотком  | Ромуалд Муравски                                                      |                  | 1      |
| 7.  | Скок удаљ    | Гжегож Цибулски                                                       |                  | 1      |
| 8.  | Троскок      | Михил Јоахимовски Анджеј Ласоцки Еугењош Бишкупски                    |                  | 3      |
| 9.  | Бацање кугле | Владислав Комар                                                       | Лудвига Шевињска | 2      |
|     | Укупно (8)   | 18                                                                    | 5                | 23     |

## Освајачи медаља
| - Злато 1. Јан Вернер Валдемар Коруцки, Анджеј Баденски* Јан Балаховски* — Штафета 4 х 2 круга, мушкарци]] - Сребро 1. Владислав Комар — бацање кугле, мушкарци 2. Тереза Сукнијевић — 50 м препоне, жене | - Бронза 1. Зенон Шордиковски Кжиштоф Линковски Станислав Васкјњвич Анджеј Купчик — штафета 4 х 4 круга 2. Гразина Рабштин — 50 м препоне, жене |  |

## Резултати

### Мушкарци
| Атлетичар                                                             | Дисциплина          | Лични рекорд | Квалификације | Квалификације | Полуфинале | Полуфинале     | Финале            | Финале   | Детаљи |
| Атлетичар                                                             | Дисциплина          | Лични рекорд | Резултат      | Место         | Резултат   | Место          | Резултат          | Место    | Детаљи |
| --------------------------------------------------------------------- | ------------------- | ------------ | ------------- | ------------- | ---------- | -------------- | ----------------- | -------- | ------ |
| Јан Прасек                                                            | 1.500 м             |              |               |               |            |                | 3:47,74 ЛРд       | 6. / 8   |        |
| Мирослав Водзински                                                    | 50 м препоне        |              | 6,61 СРд      | 1. у гр. 1 КВ | 6,61 НРд   | 3 у пф. 1 КВ   | 6,68              | 6. / 23. |        |
| Марек Јазвик                                                          | 50 м препоне        |              | 6,61 =НРд     | 2. у гр. 4 КВ | 6,61       | 1 у пф. 2 =НРд | 6,53              | 4. / 23. |        |
| Лешек Водзинки                                                        | 50 м препоне        |              | 6,75          | 3. у гр. 2 КВ | 6,70       | 4 у пф. 2      | Није се пласирала | 7. / 23. |        |
| Јан Вернер Валдемар Коруцки, Анджеј Баденски Јан Балаховски           | штафета 4 х 2 круга |              |               |               |            |                | 2:46,4            |          |        |
| Зенон Шордиковски Кжиштоф Линковски Станислав Васкјевич Анджеј Купчик | штафета 4 х 4 круга |              | 6:27,6        |               |            |                |                   |          |        |
| Ромуалд Муравски                                                      | скок мотком         |              | —             | БП            |            |                |                   |          |        |
| Гжегож Цибулски                                                       | скок удаљ           |              | 7,51          | 11. / 12 (13) |            |                |                   |          |        |
| Михил Јоахимовски                                                     | троскок             |              | 16,21         | 8. / 11       |            |                |                   |          |        |
| Анджеј Ласоцки                                                        | троскок             |              | 15,86         | 9. / 11       |            |                |                   |          |        |
| Еугењош Бишкупски                                                     | троскок             |              | 15,38         | 11. / 11      |            |                |                   |          |        |
| Владислав Комар                                                       | бацање кугле        |              | 20,32         |               |            |                |                   |          |        |

- Пошто је кружна стаза у Греноблу износила 180 метара, није се могло одржати такмичење штафета 4 х 400 метара јер је један круг уместо 200 метара износила 180 тако да је било немогуће измене извршити на местима које та трка по правилима ИААФ предвиђа, па је назив ове дисциплине био штафета 4 х 4 круга. Победницама се рачунају медаље, а постигнути резултати не јер су постигнути у дисциплини која званично не постоји.

### Жене
| Атлетичарка      | Дисциплина     | Лични рекорд | Квалификације | Квалификације      | Полуфинале | Полуфинале   | Финале            | Финале   | Детаљи |
| Атлетичарка      | Дисциплина     | Лични рекорд | Резултат      | Место              | Резултат   | Место        | Резултат          | Место    | Детаљи |
| ---------------- | -------------- | ------------ | ------------- | ------------------ | ---------- | ------------ | ----------------- | -------- | ------ |
| Ирена Шевињска   | 50 м           |              | 6,49          | 4 у гр. у гр. 4 кв | 5,44 ЛРд   | 2 у пф. 1    | 6,39 НР           | 6. / 19  |        |
| Тереза Сукњевич  | 50 м препоне   |              | 7,09 СРд      | 1. у гр. 1 КВ      | 6,98 НРд   | 2 у пф. 1 КВ | 6,94 НРд          |          |        |
| Гразина Рабштин  | 50 м препоне   |              | 7,05 СРд      | 1. у гр. 3 КВ      | 7,04       | 1 у пф. 2    | 7,05              |          |        |
| Тереза Новак     | 50 м препоне   |              | 7,11          | 2. у гр. 2 КВ      | 7,11       | 4 у пф. 1    | Није се пласирала | 7. / 21. |        |
| Лудвига Шевињска | бацање кугле** |              |               |                    |            |              | 17,88             | 5. / 13. |        |

## Биланс медаља Пољске после 3. Европског првенства у дворани 1970—1972.
|     | ЕП     |   |   |   |    | УП |
| 1.  | 1970.  | 1 | 4 | 3 | 8  | 7. |
| 2.  | 1971.  | 3 | 2 | 2 | 7  | 4. |
| 3.  | 1972.  | 1 | 2 | 2 | 5  | 5. |
| 1-3 | Укупно | 5 | 8 | 7 | 20 | 4. |
| --- | ------ | - | - | - | -- | -- |

|     | Атлетичар/ка       |   |   |   |   |
| --- | ------------------ | - | - | - | - |
| 1.  | Анджеј Баденски    | 3 | 2 | 0 | 5 |
| 2.  | Јан Балаховски     | 2 | 1 | 0 | 3 |
| 2.  | Јан Вернер         | 2 | 1 | 0 | 3 |
| 4.  | Валдемар Кориуцки  | 2 | 0 | 0 | 2 |
| 4.  | Хенрик Шолдиховски | 2 | 0 | 0 | 2 |
| 6.  | Казимир Вардак     | 0 | 2 | 0 | 2 |
| 7.  | Тереза Сукњевич    | 0 | 1 | 2 | 3 |
| 8.  | Кжиштоф Линковски  | 0 | 1 | 1 | 2 |
| 8.  | Зенон Шордиковски  | 0 | 1 | 1 | 2 |
| 10. | Анджеј Купчик      | 0 | 0 | 2 | 2 |

## Пољски освајачи медаља после 3. Европског првенства у дворани 1970—1972.
|     | Атлетичар/ка                                                                          | м  | ж | ЕП       | Дисциплина          |   |   |   |    |
| --- | ------------------------------------------------------------------------------------- | -- | - | -------- | ------------------- | - | - | - | -- |
| 1.  | Хенрик Шордиковски (1)                                                                | м  |   | 1970.    | 1.500 м             |   |   |   |    |
| 2.  | Зенон Новош                                                                           | м  |   | 1970.    | 60 м                |   |   |   |    |
| 3.  | Анджеј Баденски (1)                                                                   | м  |   | 1970.    | 400 м               |   |   |   |    |
| 4.  | Јан Вернер (1) Станислав Греџински (2) Анджеј Баденски (2) Јан Балаховски (1)         | м  |   | 1970.    | 4 х 400 м           |   |   |   |    |
| 5.  | Едмунд Боровски Станислав Вашкјевич (1) Казимир Вардак Ерик Железни (1)               | м  |   | 1970.    | мешовита штафета    |   |   |   |    |
| 6.  | Софија Колаковска                                                                     |    | ж | 1970.    | 800 м               |   |   |   |    |
| 7.  | Тереза Сукњевич (1)                                                                   |    | ж | 1970.    | 60 м препоне        |   |   |   |    |
| 8.  | Мирослава Сарна                                                                       |    | ж | 1970.    | скок удаљ           |   |   |   | 8. |
| 9.  | Анджеј Баденски (3)                                                                   | м  |   | 1971.    | 400 м               |   |   |   |    |
| 10. | Хенрик Шордиковски (2)                                                                | м  |   | 1971.    | 1.500 м             |   |   |   |    |
| 11. | Јан Вернер (2) Валдемар Корицки (1) Анджеј Баденски (4) Јан Балаховски (2)            | м  |   | 1971.    | 4 х 400 м           |   |   |   |    |
| 12. | Кжиштоф Линковски (1) Зенон Шордиковски (1) Михал Сковронек Казимир Вардак (2)        | м  |   | 1971.    | 4 х 800 м           |   |   |   |    |
| 13. | Ирена Шевињска                                                                        |    | ж | 1971.    | скок удаљ           |   |   |   |    |
| 14. | Анджеј Купчик (1)                                                                     | м  |   | 1971.    | 800 м               |   |   |   |    |
| 15. | Тереза Сукњевич (2)                                                                   |    | ж | 1971.    | 60 м препоне        |   |   |   | 7  |
| 16. | Јан Вернер (3) Валдемар Коруцки (2) Анджеј Баденски (5) Јан Балаховски (3)            | м  |   | 1972.    | штафета 4 х 2 круга |   |   |   |    |
| 17. | Владислав Комар                                                                       | м  |   | 1972.    | бацање кугле        |   |   |   |    |
| 18. | Тереза Сукњевич (3)                                                                   |    | ж | 1972.    | 50 м препоне        |   |   |   |    |
| 19. | Зенон Шордиковски (2) Кжиштоф Линковски (2) Станислав Васкијевич(2) Анджеј Купчик (2) | м  |   | 1972.    | штафета 4 х 4 круга |   |   |   |    |
| 20. | Гразина Рабштин                                                                       |    | ж | 1972.    | бацање кугле        |   |   |   | 5  |
|     | Укупно                                                                                | 13 | 7 | 1970—72. |                     | 5 | 8 | 7 | 20 |

## Спољсшње везе
- Резултати Европског првенства у дворани 1972. сајт maik-richter.de
- Комплетни резултати са ЕП 1972. на сајту ЕАА